# Alginato

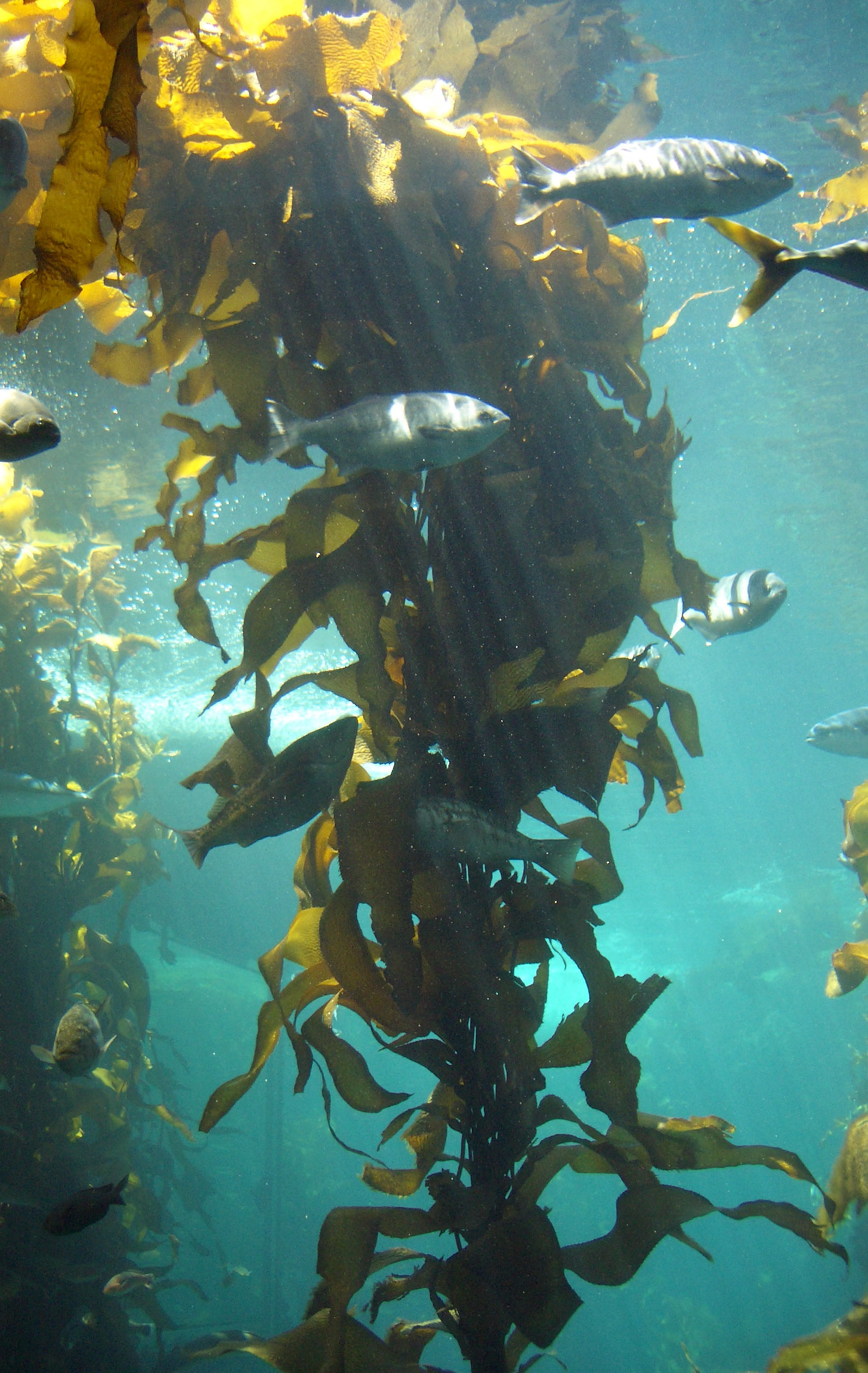
Las algas pardas son fuente natural de alginatos.

El alginato es un polisacárido aniónico presente ampliamente en las paredes celulares de las algas marinas pardas. También es producido por algunas especies bacterianas. Estas sustancias corresponden a polímeros orgánicos derivados del ácido algínico. El alginato utilizado como aditivo alimentario es alginato sódico y su código es E-401.

## Características
El alginato es un polímero glicosídico constituido por los monosacáridos D-manurónico y L-gulurónico y es extraído de las algas pardas pertenecientes a la clase filogénica Phaeophyceae. Las principales especies de algas productoras de alginato son Macrocystis pyryfera, Laminaria hyperborea, Laminaria digitata y Ascophyllum nodosum, ampliamente distribuidas por toda la geografía mundial. Estas algas sintetizan un polímero del ácido manurónico, que posteriormente modifican transformando parte de las unidades de ácido manurónico en ácido gulurónico. El resultado es que el polímero final está formado por tramos sucesivos  formados por  unidades alternas de ácido gulurónico y manurónico (G-M-G-M-G-M...), zonas de poligulurónico (G-G-G-G-G....)y zonas de polimanurónico (M-M-M-M-M). Además, el alginato también es producido por las bacterias Azotobacter vinelandii y Pseudomonas spp.
Los geles de alginato pueden formarse en frío, y su consistencia depende del contenido de tramos de poligulurónico (G-G-G-G...).  . Los alginatos de diferentes algas contienen diferentes proporciones de cada tipo de bloque. Los enlaces entre cadenas de polisacárido para formar el gel se forman mediante interacciones iónicas a través de cationes divalentes (generalmente calcio) entre unidades de gulurónico en tramos (G-G-G-G...). Los geles de alginato-calcio son irreversibles térmicamente, y pueden calentarse sin que se fundan.  Muchos alginatos son usados frecuentemente como espesantes, estabilizantes de emulsiones, gelificantes, inhibidores de sinéresis y como mejoradores de la sensación en boca (gusto) y palatabilidad.

## Uso
Su uso es muy variado. Existe una gran gama de empresas que utilizan esta sustancia como espesante para cremas, detergentes, tintas de impresión textil y una gran variedad de productos. En tecnología de los alimentos se utiliza desde hace muchos años para fabricar "reconstruidos", es decir, para aglomerar fragmentos pequeños inutilizables en ese estado, para formar piezas grandes. También se utiliza para fabricar el gel que rellena las aceitunas "rellenas de anchoa" o de otro material. Al ser irreversible térmicamente, resiste el tratamiento de conservación tras el enlatado.
En odontología, forma parte de la masa utilizada para obtener impresiones de los dientes y de los tejidos blandos adyacentes. Esta masa está compuesta de alginato y sales de calcio que, tras su preparación, ofrece un tiempo de trabajo entre 3 a 6 minutos. Esto permite cargar una cubeta con el material aún viscoso para llevarlo a la boca del paciente, impresionar la arcada dental y esperar a que allí gelidifique. Así se obtiene una impresión de alginato que posteriormente se vacía en yeso, para conseguir un modelo de la dentadura del paciente. Además, en odontología también se utiliza para las siguientes funciones:
- En ortodoncia, para modelos de estudio.
- En prótesis y operatoria, para impresiones en piezas antagonistas.
- Para la elaboración de una prótesis parcial removible.
- En prostodoncia, para impresiones primarias.

El alginato también ocupa un gran lugar en la cocina actual, ya que se usa como gelificante para crear esferificaciones. Esta técnica forma parte de la cocina molecular, impulsada por el cocinero español Ferran Adriá. La esferificación consiste en la gelificación parcial de un zumo que obtiene una esfera con una corteza semisólida mientras su interior permanece líquido, de manera que al introducirlo en la boca explota y los sabores se dispersan repentinamente. Para que la esferificación se produzca, el zumo debe tener un pH entre 4 y 7. Existen dos técnicas de esferificación:
- Esferificación básica: Por un lado se mezcla el zumo con alginato sódico y por otro lado se crea una solución de agua con cloruro cálcico. Con una cuchara y mucho cuidado, se añade la mezcla de zumo con alginato sódico a la mezcla de agua con cloruro cálcico. Se espera mínimo 30 segundos a que la capa exterior del zumo solidifique y se saca la esfera con una espumadera. Dependiendo del cómo de gruesa queramos la corteza, se dejara solidificar más tiempo hasta un máximo de 3 minutos. El recipiente donde tengamos el agua con cloruro cálcico debe ser lo suficientemente profundo para que al zumo le de tiempo a solidificar antes de llegar a la base y así obtener una esfera perfecta.
- Esferificación inversa: Esta técnica se utiliza cuando el zumo que queremos esferificar es rico en calcio como por ejemplo los lácteos, el brócoli o las aceitunas. En este caso, se mezcla el alginato sódico con agua y en esta disolución echaremos directamente el zumo con la cuchara. Si el contenido en calcio del zumo no es lo suficientemente elevado, se puede aumentar añadiéndole gluconolactato de calcio.[cita requerida]